# Burek
Burek (tur. börek, alb. byrek, grčki: μπουρέκι ili μπουρεκάκι), vrsta jela od razvučenog tijesta s mesom ili sirom. Jelo je rašireno na području nekadašnjeg Osmanskog Carstva.

## Ime
Börek potječe iz turske kuhinje. Börek je turska riječ ne samo za ovo, nego i za ostala jela od tijesta. Na području Hrvatske, za razliku od Bosne i Hercegovine, burek se ne odnosi isključivo na jelo s mesom, nego postoje mnoge vrste - burek s mesom, sa sirom, sa zeljem, itd.
Ime može dolaziti od turske riječi bur (savijati);, slično kao i u hrvatskom, gdje riječi savijača (od savijati) i gibanica, također opisuju određeno slojevito jelo od tijesta ili možda od perzijske riječi būrek.

## Vrste bureka
Bureci se razlikuju po načinu pripreme mesa. Razlikujemo burek od sjeckanog, mljevenog ("faširanog") ili svinjskog mesa. Također, burek može biti okrugao ili "motan" (u obliku cijevi savijene u spiralu).

## Ostali projekti Wikimedije
|  | Zajednički poslužitelj ima još gradiva o temi burek        |
|  | Wikiknjige imaju gradivo o temi WikiKuharica/Recepti/Burek |